# Зимний стадион (Градец Кралове)
Зимний стадион в Градец-Кралове (чеш. Zimní stadion Hradec Králové) — многофункциональный зимний ледяной стадион в Градец Кралове, введённый в эксплуатацию как ледовая арена в 1957 году, реконструирован в закрытую ледовую арену в 1969—1976 годах. Домашняя арена хоккейного клуба Маунтфилд.

## История
Уже в 1930 году конькобежный клуб Градец Кралове построил домашнюю площадку с естественным льдом и искусственным освещением на месте сегодняшнего зала. Поле изначально было обшито невысокими перилами, за которыми стояли зрители.
Лишь в 1955 году началось строительство зимнего стадиона с искусственным льдом, изготовленного с помощью аммиачной технологии, а рядом с площадкой были построены две противоположные трибуны, покрытые крышами. Первый стадион был полностью построен в 1957 году.
В 1968 году начал создаваться уникальный проект крытой многоцелевой арены на 12 тысяч зрителей. Год спустя, в 1969 году, первоначальный стадион снесли, а на его месте начали строить новый зал. Построена стальная конструкция трибун с несущими стальными колоннами будущей кровли. После этого игровая площадка была постепенно покрыта кровлей и началось постепенное бетонирование овального зала и строительство объектов стадиона. Ожидаемый срок завершения строительства стадиона был продлен на 3 года, и он не был завершен до 1976 года. Интересный факт, что все хоккейные матчи хозяев поля продолжались на стройплощадке зала. Окончательная форма была намного скромнее первоначального плана по финансовым соображениям, но, тем не менее, был создан вневременной зимний стадион с хорошо продуманным с точки зрения архитектуры овальным залом на 8000 зрителей.
В 1980 году был построен второй открытый каток. В 1997 году была проведена первая, меньшая реконструкция, направленная на улучшение оснащения стадиона.
В 2001 году на месте открытой площадки был построен второй, малый зал. Вместимость малого зала — 500 стоячих мест.
В 2007 году была начата комплексная модернизация арены со сроком завершения в 2010 году. В рамках реконструкции проведена новая облицовка и изоляция стадиона, реконструкция крыши и освещения, строительство кондиционеров и скайбоксов, оба зала подключены к новому охлаждающему устройству, установлены новые сиденья в зрительном зале, все перила. были заменены на нержавеющую сталь, все полы стали противоскользящими. Однако вся реконструкция не была завершена из-за разногласий между городом и арендатором ABD. В городе указали на завышенную цену и некачественную работу. По делу было возбуждено несколько судебных процессов. Метод и качество реконструкции подверглись резкой критике в прессе со стороны автора проекта 1968 года инженера архитектора Кржелина.
Третий этап реконструкции, который уже проходил под полным руководством города, был запланирован на 2013—2014 годы, когда были заменены старые ограждения, заменено охлаждение под ледяной поверхностью большого зала, а также исправлены некоторые дефекты, вызванные плохими ремонтными работами. В 2013 году реконструированы раздевалки хоккеистов и судей, построена новая система регистрации зрителей, улучшен сектор гостевых болельщиков, установлено беспроводное подключение к Интернету и установлена новая внутренняя видеосхема.
9 декабря 2014 года клуб Маунтфилд, который проводит свои хоккейные матчи в зале, подписал договор с букмекерской конторой Fortuna, согласно которому с 1 января 2015 года зал стал называться «Fortuna Arena». С 2017 года арена носит название известной венгерской страховой компании.

## Вместимость стадиона
Общая вместимость после двух реконструкций в 2007 и 2014 годах изначально составляла 7700 зрителей, но в настоящее время вместимость достигает 6890 зрителей, из которых:
- 3750 мест,
- 3140 стоячих мест,
- 300 стоячих мест — гостевой сектор.

## Объекты стадиона
В состав зимнего стадиона входят:
- Трёхзвездная гостиница на 72 гостя,
- ресторан,
- магазин спортивных товаров,
- тренажерный зал и фитнес-зал,
- раздевалки хоккеистов,
- офис секретариата хоккейного клуба.

В большом зале:
- Ресторан Bully,
- фан-шоп,
- 1 большой и 4 маленьких буфета с закусками,
- 4 закусочных.

Стадион оборудован мультимедийным кубом над игровой площадкой с подключением видеосигнала к ЖК-панелям в кафетериях на заднем плане. В лобби предоставляется бесплатный Wi-Fi.
Перед большим и малым залом есть бесплатная парковка на 250 машин. Прямо напротив большого зала построен двухэтажный паркинг на 462 места.

## Мероприятия
Основная миссия стадиона — организация домашних встреч профессиональной команды экстралиги Маунтфилд. Стадион соответствует всем критериям, требуемым Хоккейной ассоциацией для организации хоккейных матчей ELH, а также требованиям ИИХФ к международным встречам. Осенью 2001 года в связи с масштабной реконструкцией домашнего зала пардубицкие хоккеисты также сыграли здесь несколько матчей экстралиги.
Здесь дважды проводились важные международные хоккейные мероприятия: в 1980 году здесь проводился чемпионат Европы среди юниоров, а в 2002 году — чемпионат мира среди юниоров.
В 1984 году сборная Чехословакии по теннису провела свои домашние матчи на Кубке Дэвиса в Большом зале. На грунте Чехословакия в матчах обыграла Данию 5:0 и Францию 3:2. В последний раз в Градец Кралове чешские зрители могли вживую увидеть легенду тенниса Ивана Лендла, эмигрировавшего в США в 1986 году.
В 2017 году на спортивной арене проходили матчи женского Чемпионата Европы по баскетболу.
Стадион также используется для крупных музыкальных концертов. Раньше, например, здесь выступали певцы Жильбер Беко и Друпи. В декабре 1987 года здесь прошел концерт британской группы Uriah Heep, которая повторила своё выступление здесь в сентябре 1998 года. В 1992 году в рамках турне Adieu CA здесь прошел мега-концерт группы Prague Selection, а в 1990 году певец Карел Крыл пел перед аншлагом.
Благодаря тому, что стадион был оборудован кинопроекционной кабиной, здесь можно было проводить кинопоказы. Каждое лето 1970-х и 1980-х годов здесь показывали самые успешные фильмы в рамках кинофестиваля FFP.
С 1990-х годов здесь регулярно проводится несколько торговых ярмарок. Самыми крупными мероприятиями были Восточно-чешская строительная ярмарка и автосалон в Градец-Кралове. Также популярны международные выставки кошек.